# Nová brzotínska jaskyňa
Nová brzotínska jaskyňa (też Brzotínska vodná, Nová Gyepű) – jaskinia krasowa na terenie Krasu Słowacko-Węgierskiego, w Wewnętrznych Karpatach Zachodnich na Słowacji. Jest pierwszą odkrytą aktywną jaskinią wywierzyskową w obrębie Płaskowyżu Pleszywskiego.

## Położenie
Jaskinia znajduje się we wschodnich zboczach Płaskowyżu Pleszywskiego (słow. Plešivská planina), ok. 2 km na południowy zachód od Brzotína. Sztucznie wykonany otwór znajduje się na wysokości 270 m n.p.m. u podnóży zbocza, przy polnej drodze ok. 700 m od szosy Rožňava – Plešivec, kilkadziesiąt metrów dalej i kilkanaście metrów wyżej niż otwór znanej wcześniej Jaskini Brzotínskiej (dziś Starej Jaskini Brzotínskiej).

## Geologia i morfologia
Brzotínska jaskyňa jest jaskinią pochodzenia złomowo-fluwiokrasowego. Jest jaskinią przepływową z aktywnym tokiem wodnym. Długość znanych korytarzy wynosi ok. 500 m. Podziemny tok wytwarza ciąg siedmiu jezior, zaś na jego końcu znajduje się syfon, zasilany wodami z jaskini Zvonivá jama, znajdującej się blisko 400 m wyżej na powierzchni płaskowyżu.

## Historia poznania
Jaskinia została „odkryta” w dniu 22 marca 1954 r. poprzez przekopanie otworu w osuwisku, spod którego wyciekała woda znanego od dawna Trawnego Wywierzyska (słow. Trávna vyvieračka, węg. Gyepű). Siedmioosobowym zespołem speleologów z Rożniawy kierował Viliam Rozložník. 12 lipca 1955 r. ten sam zespół dokończył budowę metodą górniczą długiego na 25 m sztucznego wejścia do jaskini. Do 1958 r. Rozložník z towarzyszami prowadził badania jaskini, docierając do VII jeziora i po raz pierwszy stosując na szerszą skalę nurkowanie w syfonach z użyciem akwalungów.
W 1962 roku jaskinię ponownie badała i kartowała 15-osobowa grupa z Pragi (Krasová sekce Společnosti Národního Musea Praha), określając długość korytarzy jaskini po koniec VII jeziora na 470 m. W 1978 r. speleonurkowie z Trenczyna osiągnęli w zamykającym jaskinię III syfonie odległość 125 m. Speleolodzy słowaccy przypuszczają, że system ciągnie się dalej w głąb płaskowyżu, a długość korytarzy jaskini określa się nawet na ok. 800 m.